# Lista de deputados federais do Brasil da 40.ª legislatura
Esta é a lista de deputados federais do Brasil da 40.ª legislatura do Congresso Nacional. Inclui-se o nome civil dos parlamentares, o partido ao qual eram filiados na data da posse e a quantidade de votos que receberam para sua eleição, sua unidade federativa de origem, bem como outras informações. Esta legislatura da Câmara dos Deputados durou de 1.º de fevereiro de 1955 a 31 de janeiro de 1959.

## Composição das bancadas
| Partido | Líder                  | Bancada   | Posição  |
| ------- | ---------------------- | --------- | -------- |
| PSD     | Armando Falcão         | 119 / 326 | Governo  |
| UDN     | Carlos Lacerda         | 73 / 326  | Governo  |
| PTB     | Fernando Ferrari       | 58 / 326  | Governo  |
| PSP     | José Carvalho Sobrinho | 29 / 326  | Governo  |
| PR      | Tristão da Cunha       | 16 / 326  | Governo  |
| PL      | Luís Viana Filho       | 8 / 326   | Oposição |
| PTN     | Emilio Carlos          | 6 / 326   | Oposição |
| PDC     | Arruda Câmara          | 4 / 326   | Oposição |
| PRP     | Ponciano dos Santos    | 3 / 326   | Oposição |
| PST     | Jonas Bahiense de Lira | 3 / 326   | Governo  |
| MTR     | Aarão Steinbruch       | 2 / 326   | Governo  |
| PSB     | Aurélio Viana          | 4 / 326   | Governo  |
| PRT     | Bruzzi de Mendonça     | 1 / 326   | Governo  |

## Mesa diretora
| Imagem | Cargo              | Nome                                                  | Partido | Estado           |
| ------ | ------------------ | ----------------------------------------------------- | ------- | ---------------- |
|        | Presidente         | Ulysses Guimarães (Ulysses Silveira Guimarães)        | PSD     | São Paulo        |
|        | 1° vice-presidente | Celso Peçanha                                         | PTB     | Rio de Janeiro   |
|        | 2° vice-presidente | Ovídio de Abreu (Ovídio Xavier de Abreu)              | PSD     | Minas Gerais     |
|        | 1° secretário      | Ranieri Mazzilli (Paschoal Ranieri Mazzilli)          | PSD     | São Paulo        |
|        | 2° secretário      | Otávio Mangabeira                                     | UDN     | Bahia            |
|        | 3° secretário      | Artur Audrá (Artur Boéris Audrá)                      | PSP     | São Paulo        |
|        | 4° secretário      | Gurgel do Amaral (Francisco Gurgel do Amaral Valente) | PR      | Distrito Federal |
|        | 1° suplente        | Ney Maranhão (Ney de Albuquerque Maranhão)            | PL      | Pernambuco       |
|        | 2° suplente        | Leoberto Leal (Leoberto Laus Leal)                    | PSD     | Santa Catarina   |
|        | 3° suplente        | Félix Valois (Félix Valois de Araújo)                 | PTN     | Rio Branco       |
|        | 4° suplente        | Newton Carneiro (Newton Isaac da Silva Carneiro)      | PL      | Paraná           |

## Relação
São relacionados os candidatos eleitos com informações complementares da Câmara dos Deputados.
| Os Deputados desta legislatura  | Partido | Votação |
| Acre                            | Acre    | Acre    |
| ------------------------------- | ------- | ------- |
| José Guiomard                   | PSD     | 4.119   |
| Oscar Passos                    | PTB     | 4.007   |
| Alagoas                         |         |         |
| Muniz Falcão                    | PTB     | 13.115  |
| José Afonso                     | UDN     | 8.613   |
| Oceano Carleial                 | UDN     | 8.183   |
| Armando Lages                   | UDN     | 7.953   |
| Segismundo Andrade              | UDN     | 7.760   |
| Medeiros Neto                   | PSD     | 7.444   |
| Aurélio Viana                   | PSB     | 7.069   |
| José Maria de Melo              | UDN     | 6.126   |
| Ary Pitombo                     | PTB     | 5.983   |
| Amapá                           |         |         |
| Coaracy Nunes                   | PSD     | 3.517   |
| Amazonas                        |         |         |
| Josué de Souza                  | PTB     | 9.197   |
| Antunes de Oliveira             | PTB     | 7.908   |
| Áureo Melo                      | PTB     | 5.030   |
| Riça Júnior                     | PTB     | 4.538   |
| Manoel Barbuda                  | PSD     | 3.719   |
| Pereira da Silva                | PSD     | 3.697   |
| Antônio Maia                    | PSD     | 3.538   |
| Bahia                           |         |         |
| Manoel Novaes                   | PR      | 32.332  |
| Laurindo Régis                  | PSD     | 28.273  |
| Hildebrando de Góis             | PR      | 25.839  |
| Eduardo Catalão                 | PTB     | 22.349  |
| Lafaiete Coutinho               | UDN     | 22.241  |
| Oliveira Brito                  | PSD     | 20.183  |
| Eunápio de Queiroz              | PSD     | 19.575  |
| Luís Viana Filho                | PL      | 18.139  |
| Otávio Mangabeira               | UDN     | 17.527  |
| Vieira de Melo                  | PSD     | 17.196  |
| Augusto Públio                  | PSD     | 16.373  |
| Alaim Melo                      | PTB     | 16.258  |
| Aloysio de Castro               | PSD     | 15.913  |
| Nonato Marques                  | PSD     | 15.557  |
| Dantas Junior                   | UDN     | 15.500  |
| Nestor Duarte                   | PL      | 14.429  |
| Nita Costa                      | PTB     | 14.258  |
| Carlos Albuquerque              | PR      | 14.214  |
| Aliomar Baleeiro                | UDN     | 13.840  |
| Rômulo de Almeida               | PTB     | 13.179  |
| Rui Santos                      | UDN     | 12.888  |
| Raimundo Brito                  | PTB     | 12.264  |
| Augusto Viana                   | PR      | 11.282  |
| Rafael Cincurá                  | UDN     | 9.748   |
| Oscar de Luna Freire            | PDC     | 9.028   |
| José Guimarães                  | PR      | 8.915   |
| Vasco Filho                     | UDN     | 7.863   |
| Ceará                           |         |         |
| Virgílio Távora                 | UDN     | 33.955  |
| Carlos Jereissati               | PTB     | 29.452  |
| Martins Rodrigues               | PSD     | 29.094  |
| Armando Falcão                  | PSD     | 28.549  |
| Perilo Teixeira                 | UDN     | 26.930  |
| Colombo de Souza                | PSP     | 25.249  |
| Adail Cavalcanti                | UDN     | 24.900  |
| Álvaro Lins                     | PSP     | 24.789  |
| Francisco Monte                 | PTB     | 24.340  |
| Menezes Pimentel                | PSD     | 22.341  |
| Moreira da Rocha                | PR      | 22.340  |
| Esmerino Arruda                 | PSP     | 21.631  |
| Euclides Wicar                  | PSD     | 20.797  |
| Adolfo Gentil                   | PSD     | 20.398  |
| Alfredo Barreira                | UDN     | 19.638  |
| Gentil Barreira                 | UDN     | 17.421  |
| Ernesto Saboia                  | UDN     | 16.259  |
| Antônio Horácio                 | PSD     | 13.507  |
| Distrito Federal                |         |         |
| Carlos Lacerda                  | UDN     | 159.707 |
| Lutero Vargas                   | PTB     | 120.913 |
| Bruzzi de Mendonça              | PRT     | 45.137  |
| Benjamin Farah                  | PSP     | 15.471  |
| Lopo Coelho                     | PSD     | 13.546  |
| Cardoso de Menezes              | PSD     | 12.264  |
| Chagas Freitas                  | PSP     | 11.250  |
| João Machado                    | PTB     | 10.315  |
| Rubens Berardo                  | PTB     | 10.271  |
| Odilon Braga                    | UDN     | 8.960   |
| Mário Martins                   | UDN     | 6.993   |
| Adauto Lúcio Cardoso            | UDN     | 6.401   |
| Danton Coelho                   | PTB     | 6.370   |
| Frota Aguiar                    | UDN     | 5.926   |
| Gurgel do Amaral                | PR      | 5.198   |
| Sérgio Magalhães                | PTB     | 5.128   |
| Georges Galvão                  | PSB     | 4.829   |
| Espírito Santo                  |         |         |
| Floriano Rubim                  | PTB     | 23.672  |
| Jefferson de Aguiar             | PSD     | 17.034  |
| Ponciano dos Santos             | PRP     | 14.091  |
| Napoleão Fontenele              | PSD     | 12.921  |
| Rubens Rangel                   | PTB     | 12.453  |
| Nelson Monteiro                 | PSD     | 10.539  |
| Cícero Alves                    | PSD     | 10.353  |
| Goiás                           |         |         |
| Emival Caiado                   | UDN     | 27.263  |
| Cunha Bastos                    | UDN     | 21.227  |
| Taciano Melo                    | PSD     | 17.328  |
| Wagner Estelita                 | PSD     | 14.854  |
| Nicanor Silva                   | PSP     | 14.521  |
| Benedito Vaz                    | PSD     | 14.079  |
| João de Abreu                   | PSP     | 13.655  |
| Fonseca e Silva                 | PSD     | 12.685  |
| Guaporé                         |         |         |
| Joaquim Rondon                  | PSD     | 3.712   |
| Maranhão                        |         |         |
| Newton Belo                     | PSD     | 16.568  |
| Cunha Machado                   | PSD     | 15.054  |
| Lima Campos                     | PSD     | 14.711  |
| Lister Caldas                   | PSD     | 12.441  |
| Renato Archer                   | PSD     | 11.983  |
| Antônio Dino                    | PSD     | 10.577  |
| Clodomir Millet                 | PSP     | 10.376  |
| Costa Rodrigues                 | PSD     | 7.454   |
| Benedito Diniz                  | PSD     | 6.847   |
| Afonso Matos                    | PSP     | 5.583   |
| Mato Grosso                     |         |         |
| João Ponce de Arruda            | PSD     | 15.557  |
| José Fragelli                   | UDN     | 11.702  |
| Filadelfo Garcia                | PSD     | 9.976   |
| Wilson Fadul                    | PTB     | 9.195   |
| Ítrio Correia da Costa          | UDN     | 9.158   |
| Saldanha Derzi                  | UDN     | 8.547   |
| Castro Pinto                    | UDN     | 7.564   |
| Minas Gerais                    |         |         |
| Ovídio de Abreu                 | PSD     | 41.764  |
| Olavo Bilac Pinto               | UDN     | 40.674  |
| José Maria Alkimim              | PSD     | 39.274  |
| Israel Pinheiro                 | PSD     | 38.466  |
| Starling Soares                 | PSD     | 34.362  |
| Magalhães Pinto                 | UDN     | 33.924  |
| Celso Murta                     | PSD     | 33.060  |
| Ilacir Lima                     | PTB     | 30.769  |
| Guilhermino de Oliveira         | PSD     | 30.278  |
| Ultimo de Carvalho              | PSD     | 29.334  |
| Milton Campos                   | UDN     | 29.292  |
| Carlos Luz                      | PSD     | 29.280  |
| Bento Gonçalves                 | PR      | 28.585  |
| Nogueira da Gama                | PTB     | 28.545  |
| Oscar Dias Correia              | UDN     | 27.555  |
| Vasconcelos Costa               | PSP     | 25.955  |
| Euvaldo Lodi                    | PSD     | 25.898  |
| José Bonifácio                  | UDN     | 24.584  |
| Gustavo Capanema                | PSD     | 24.425  |
| Clemente Medrado                | PSD     | 23.939  |
| Afonso Arinos                   | UDN     | 23.883  |
| Otacílio Negrão de Lima         | PSD     | 22.158  |
| Artur Bernardes                 | PR      | 21.761  |
| Rondon Pacheco                  | UDN     | 21.610  |
| Pinheiro Chagas                 | PSD     | 21.097  |
| Walter Athayde                  | PTB     | 20.737  |
| Licurgo Leite                   | UDN     | 20.055  |
| Bias Fortes                     | PSD     | 19.770  |
| Tristão da Cunha                | PR      | 19.487  |
| Esteves Rodrigues               | PR      | 19.388  |
| Guilherme Machado               | UDN     | 19.223  |
| Mário Palmério                  | PTB     | 18.854  |
| Gabriel Passos                  | UDN     | 18.109  |
| Uriel Alvim                     | PSD     | 16.739  |
| Maurício de Andrade             | PSD     | 16.584  |
| Nogueira de Rezende             | PR      | 16.208  |
| França Campos                   | PSD     | 16.146  |
| Mendes de Sousa                 | PTB     | 15.976  |
| Jaeder Albergaria               | PSD     | 15.249  |
| Pará                            |         |         |
| Lameira Bittencourt             | PSD     | 20.347  |
| Lopo de Castro                  | PSP     | 11.563  |
| Deodoro de Mendonça             | PSP     | 10.469  |
| Nelson Parijós                  | PSD     | 9.732   |
| Armando Corrêa                  | PSD     | 9.071   |
| João Menezes                    | PSD     | 8.143   |
| Virgínio Santa Rosa             | PSP     | 8.029   |
| Teixeira Gueiros                | PSD     | 7.294   |
| Paulo Bentes                    | PSD     | 6.066   |
| Paraíba                         |         |         |
| Janduhy Carneiro                | PSD     | 24.153  |
| José Joffily                    | PSD     | 20.840  |
| Drault Ernani                   | PSD     | 19.390  |
| João Úrsulo                     | UDN     | 17.953  |
| João Agripino                   | UDN     | 17.129  |
| Plínio Lemos                    | PL      | 15.490  |
| Antônio Pereira Diniz           | PL      | 14.235  |
| Rafael Corrêa                   | UDN     | 14.038  |
| Ernani Sátiro                   | UDN     | 13.010  |
| Ivan Bichara                    | PSD     | 9.951   |
| Praxedes Pitanga                | UDN     | 6.546   |
| Paraná                          |         |         |
| Luís Tourinho                   | PSP     | 32.322  |
| Oliveira Franco                 | PSD     | 27.163  |
| Newton Carneiro                 | UDN     | 20.107  |
| Divonsir Cortes                 | PTB     | 19.402  |
| Hugo Cabral                     | UDN     | 19.037  |
| Ostoja Roguski                  | UDN     | 14.713  |
| Pedro Firman Neto               | PSD     | 14.622  |
| Antônio Baby                    | PTB     | 13.960  |
| Heitor Pereira Filho            | PTB     | 13.632  |
| Rocha Loures                    | PR      | 12.392  |
| Benjamim Mourão                 | PSD     | 11.768  |
| Mário Gomes                     | PSD     | 11.018  |
| Portugal Tavares                | PR      | 9.916   |
| Cid Campelo                     | PTB     | 1.136   |
| Pernambuco                      |         |         |
| Armando Monteiro Filho          | PSD     | 22.715  |
| José Maciel                     | PSD     | 20.128  |
| Antônio Pereira                 | PSD     | 19.511  |
| Barros Carvalho                 | PTB     | 19.401  |
| José Lopes                      | UDN     | 18.571  |
| Heráclio Rego                   | PSD     | 17.578  |
| Adelmar Carvalho                | UDN     | 17.451  |
| Arruda Câmara                   | PDC     | 17.109  |
| Magalhães Melo                  | PSD     | 16.366  |
| Oscar Carneiro                  | PSD     | 16.584  |
| Nilo Coelho                     | PSD     | 16.488  |
| Paulo Germano                   | PSD     | 16.402  |
| Ulisses Lins                    | PSD     | 15.826  |
| Osvaldo Lima Filho              | PSP     | 14.633  |
| Genésio Guerra                  | UDN     | 14.230  |
| Josué de Castro                 | PTB     | 14.076  |
| Estácio Souto Maior             | PTB     | 12.804  |
| Luís Dias Lins                  | UDN     | 12.693  |
| Ney Maranhão                    | PL      | 12.287  |
| José de Pontes Vieira           | PST     | 11.765  |
| Moury Fernandes                 | PSD     | 11.462  |
| Amaury Pedrosa                  | PST     | 9.975   |
| Piauí                           |         |         |
| Sigefredo Pacheco               | PSD     | 22.696  |
| Hugo Napoleão                   | PSD     | 20.538  |
| Chagas Rodrigues                | PTB     | 20.206  |
| José Cândido Ferraz             | UDN     | 19.104  |
| Marcos Parente                  | UDN     | 16.875  |
| José Vitorino Correia           | PSD     | 16.444  |
| Milton Brandão                  | PSP     | 11.035  |
| Rio Branco                      |         |         |
| Félix Valois                    | PTN     | 1.053   |
| Rio de Janeiro                  |         |         |
| José Eduardo do Prado Kelly     | UDN     | 23.006  |
| Arino de Sousa Mattos           | PSD     | 14.630  |
| Tenório Cavalcanti              | UDN     | 13.551  |
| Saturnino Braga                 | PSD     | 12.669  |
| Celso Peçanha                   | PTB     | 11.770  |
| Edilberto Castro                | UDN     | 10.488  |
| José Pedroso                    | PSD     | 9.845   |
| Getúlio de Moura                | PSD     | 9.670   |
| Raimundo Padilha                | UDN     | 9.300   |
| Aarão Steinbruch                | MTR     | 8.354   |
| Carlos Pinto Filho              | PSD     | 7.728   |
| Bartolomeu Lisandro de Albernaz | PDC     | 7.712   |
| Agenor Barcellos Feio           | PSD     | 7.585   |
| José Alves de Azevedo           | MTR     | 7.254   |
| Augusto de Gregório             | PTB     | 7.106   |
| Alberto Francisco Torres        | UDN     | 6.882   |
| Jonas Bahiense de Lira          | PST     | 6.858   |
| Rio Grande do Norte             |         |         |
| Eider Varela                    | PSP     | 21.145  |
| Aluizio Alves                   | UDN     | 18.699  |
| Dix-Huit Rosado                 | PSD     | 16.716  |
| José Arnaud                     | PSD     | 16.510  |
| Teodorico Bezerra               | PSD     | 15.236  |
| Galvão de Medeiros              | PSP     | 14.910  |
| Djalma Marinho                  | UDN     | 14.011  |
| Rio Grande do Sul               |         |         |
| Leonel Brizola                  | PTB     | 103.003 |
| Fernando Ferrari                | PTB     | 39.744  |
| Raul Pilla                      | PL      | 37.088  |
| Tarso Dutra                     | PSD     | 31.676  |
| Nestor Pereira                  | PRP     | 31.586  |
| Clóvis Pestana                  | PSD     | 31.250  |
| Hermes Sousa                    | PSD     | 29.918  |
| Flores da Cunha                 | UDN     | 25.778  |
| César Prieto                    | PTB     | 22.919  |
| Unírio Machado                  | PTB     | 21.983  |
| Luís Campagnoni                 | PRP     | 21.161  |
| Nestor Jost                     | PSD     | 20.017  |
| Daniel Faraco                   | PSD     | 19.693  |
| Adílio Viana                    | PTB     | 17.063  |
| Edgar Schneider                 | PL      | 17.015  |
| Coelho de Sousa                 | PL      | 16.426  |
| Américo Godói Ilha              | PSD     | 14.871  |
| Croaci Oliveira                 | PTB     | 14.457  |
| Vítor Issler                    | PTB     | 13.065  |
| Joaquim Duval                   | PSD     | 12.557  |
| Sílvio Sanson                   | PTB     | 12.473  |
| Daniel Dipp                     | PTB     | 12.366  |
| Lino Braun                      | PTB     | 10.167  |
| João Fico                       | PTB     | 9.202   |
| Santa Catarina                  |         |         |
| Joaquim Ramos                   | PSD     | 20.827  |
| Leoberto Leal                   | PSD     | 20.712  |
| Aderbal Ramos da Silva          | PSD     | 20.488  |
| Jorge Lacerda                   | UDN     | 20.247  |
| Afonso Wanderley Jr             | UDN     | 19.723  |
| Atílio Fontana                  | PSD     | 17.420  |
| Waldemar Rupp                   | UDN     | 16.893  |
| Hercílio Deeke                  | UDN     | 15.946  |
| Antônio Carlos Konder Reis      | UDN     | 15.755  |
| Elias Adaime                    | PTB     | 8.981   |
| São Paulo                       |         |         |
| Emilio Carlos                   | PTN     | 54.540  |
| Ivete Vargas                    | PTB     | 48.282  |
| José Carvalho Sobrinho          | PSP     | 41.455  |
| Orozimbo Roxo Loureiro          | PR      | 40.494  |
| Mário Eugênio                   | PSD     | 40.314  |
| Ulysses Guimarães               | PSD     | 38.764  |
| Arlindo José Lello              | PSP     | 37.979  |
| Arnaldo Cerdeira                | PSP     | 34.315  |
| Miguel Leuzzi                   | PTN     | 32.629  |
| Horácio Lafer                   | PSD     | 31.717  |
| Loureiro Júnior                 | PSD     | 30.632  |
| Herbert Levy                    | UDN     | 30.316  |
| Leônidas Cardoso                | PTB     | 28.846  |
| Pacheco Chaves                  | PSD     | 27.959  |
| Lauro Gomes                     | PTB     | 27.671  |
| Machado Neto                    | PSD     | 26.812  |
| André Broca Filho               | PSP     | 27.486  |
| Luís Francisco                  | PTN     | 26.668  |
| José João Abdalla               | PSD     | 25.957  |
| Rogê Ferreira                   | PSB     | 25.223  |
| Leonardo Barbieri               | PSP     | 25.061  |
| Antônio de Queiroz Filho        | PDC     | 24.427  |
| José Miraglia                   | PSP     | 24.312  |
| Ranieri Mazzilli                | PSD     | 23.642  |
| Campos Vergal                   | PSP     | 23.429  |
| Lincoln Feliciano               | PSD     | 23.076  |
| Plácido Rocha                   | PSP     | 23.063  |
| Quirino Ferreira                | UDN     | 22.625  |
| Monteiro de Barros              | PSP     | 20.679  |
| Dagoberto Sales Filho           | PSD     | 20.593  |
| Carmelo d'Agostino              | PSD     | 19.548  |
| Luís Carlos Pujol               | PTN     | 19.224  |
| Yukishigue Tamura               | PSD     | 18.923  |
| Ferreira Martins                | PSP     | 17.872  |
| Artur Audrá                     | PSP     | 17.483  |
| Frota Moreira                   | PTB     | 15.710  |
| Abguar Bastos                   | PTB     | 15.419  |
| Lauro Cruz                      | UDN     | 15.308  |
| Castilho Cabral                 | PTN     | 15.050  |
| Cory Porto Fernandes            | PSB     | 14.655  |
| João Batista Ramos              | PTB     | 13.627  |
| Nelson Omegna                   | PTB     | 13.444  |
| Menotti del Picchia             | PTB     | 11.979  |
| Ferraz Egreja                   | UDN     | 11.890  |
| Sergipe                         |         |         |
| Leite Neto                      | PSD     | 15.661  |
| Francisco Macedo                | PTB     | 15.148  |
| Armando Rollemberg              | PR      | 11.083  |
| Walter Franco                   | UDN     | 9.919   |
| José Sobral                     | PSD     | 9.704   |
| Seixas Dória                    | UDN     | 8.625   |
| Luís Garcia                     | UDN     | 7.033   |